# Artibonite
 Denne artikel omhandler en flod, der hedder Artibonite. Opslagsordet har også en anden betydning, se Artibonite (Haiti).
Artibonitefloden er en flod i Haiti og den Dominikanske Republik med en længde på 320 km. Det er den både den længste og den vigtigste flod i Haiti såvel som på hele øen Hispaniola. Den udspringer i Cordillera Central i den Dominikanske Republik, men det meste af floden løber i Haiti. Den udløber i Gonâvebugten. Den bliver brugt til kunstvanding og af Peligredæmningen, der producerer strøm ved hjælp af vandkraft.
Artibonitefloden udgør dele af grænsen mellem Haiti og den Dominikanske Republik.
19°01′59″N 71°00′19″V / 19.0331°N 71.0053°V